# Liste der Monuments historiques in Moigny-sur-École
Die Liste der Monuments historiques in Moigny-sur-École führt die Monuments historiques in der französischen Gemeinde Moigny-sur-École auf.

## Liste der Bauwerke
| Bezeichnung              | Beschreibung | Standort         | Kennzeichnung | Schutzstatus | Datum | Bild |
| ------------------------ | ------------ | ---------------- | ------------- | ------------ | ----- | ---- |
| Kirche St-Denis          |              | (Lage)           | PA00087963    | Inscrit      | 1926  |      |
| Polissoir Roche Grénolée |              | Tartibois (Lage) | PA00087964    | Classé       | 1973  |      |

## Liste der Objekte
- Monuments historiques (Objekte) in Moigny-sur-École der Base Palissy des französischen Kultusministeriums